# میتسوبیشی کی-۲۰
میتسوبیشی کی-۲۰ (به انگلیسی: Mitsubishi Ki-20) یک هواپیمای ساختِ کارخانهٔ میتسوبیشی در کشور ژاپن است که در سال ۱۹۳۱–۱۹۳۵ ساخته شد. این هواپیما برای نخستین بار در ۱۹۳۲ میلادی مورد استفاده قرار گرفت.